# 角振隼総明神
角振隼総明神（つのふりはやぶさみょうじん）は、春日社に関わる祭神。角振隼総別命（つのふりはやぶさわけのみこと）とも言われる。春日大社末社として本宮椿本神社、また奈良市角振新屋町の隼神社に祀られる。
角振神・隼神はともに攘災神とされる。隼神は『中外抄』に「春日王子」・「春日任者」とする。江戸時代中期に村井古道によって著された『奈良坊目拙解』には、「角振神は、火酢芹命の御子なり、隼神は父なり、父子二座を祀る。少祠なく、柿の大木があり、神木と号す。」と書かれている。春日大社中院に鎮座している椿本神社の説明書には、角振神は「勇猛果敢な大宮の脊属神に坐し、天魔退散・攘災の神様」とされている。

『多聞院日記』天文12年（1543年）7月1日条には以下の記載がある。
平安時代初期に平安京朱雀院に隼神社が勧請され、10世紀初頭までには左京に移されたと見られている。
また10世紀までには摂関家の主要邸宅の一つであった東三条殿の西北隅にも角振・隼社が勧請され、鎮守として尊重された。この社は永延1年（987年）10月、一条天皇の東三条殿への行幸を受けて従四位下に加階され、寛弘3年（1006年）3月にも一条天皇の里内裏となったことにより正二位に加階された。その後、久安6年（1150年）、近衛天皇の元服の里内裏となった際にも加階を受けた。
『中外抄』には、角振明神が篤く信仰されており、その板敷を寝殿の板敷より高くしていたこと、藤原忠実が東三条殿で真言法を受けていた時に天狗法師が数人現われたため、「角明神」を呼んで追い払ったこと等が語られている。天狗の話は、延慶2年（1309年）成立『春日権現験記』第4巻「天狗参入東三条殿事」に夢の中の話として絵画化され、次のように語られている。
また、『今昔物語集』巻19には、この社の神が顕現し、いつも拝んでいた僧に報恩する話が収められている。
また広島県安芸郡府中町にも角振神社が所在した（北緯34度23分52秒 東経132度30分36秒 / 北緯34.397775度 東経132.51006度）。この社が天文年間に崩壊したことにより、角振隼明神はその末社の山王神社（現・三翁神社）に合祀されており、『国内神名帳』には「正四位三前」と記録されている。